# American Behavioral Scientist
American Behavioral Scientist — рецензований академічний журнал, який публікує статті в галузі соціальних і поведінкових наук. Відповідальний редактор — Лаура Лорі. Він був заснований у 1957 році Альфредом де Граціа і наразі видається SAGE Publications, яка придбала журнал у де Граціа.

## Реферування та індексування
Журнал реферується та індексується в Scopus та Social Sciences Citation Index. Згідно з Journal Citation Reports, його імпакт-фактор у 2021 році становить 2,531, він посідає 41 місце зі 111 журналів у категорії «Суспільні науки, міждисциплінарні»  та 88 із 130 журналів у категорії «Психологія, клінічна».